# Victor Talking Machine Company/Diskografie (Pre Matrix A)
Diese Diskografie beinhaltet die Veröffentlichung von Tonträgern des von Eldridge R. Johnson ins Leben gerufene Label Improved Record, welches vor Gründung der Victor Talking Machine Company Aufnahmen veröffentlichte, die zum Teil noch während der Tätigkeit Johnsons für Emile Berliner entstanden. Des Weiteren werden die Aufnahmen der Consolidated Talking Machine Company, einer ebenfalls der Victor Talking Machine Company vorangehenden Gesellschaft, gegründet von Johnson gemeinschaftlich mit Leon Forrest Douglass, gelistet.

## A-001 bis A-100 (1900)
| Nr.    | Titel                                       | Mitwirkende                    | Jahr | Beschreibung |
| ------ | ------------------------------------------- | ------------------------------ | ---- | --- |
| A-1    | Departure                                   | George Broderick               | 1900 | Rezitation des Gedichtes Departure von Eugene Field.                                                                                           |
| A-2    | The colored preacher                        | George Graham                  | 1900 | Monolog des Stückes The colored preacher verfasst von dem Vortragenden selbst.                                                                 |
| A-3    | The birth of Saint Patrick                  | George Broderick               | 1900 | Rezitation |
| A-4    | Fuzzy-Wuzzy                                 | George Broderick               | 1900 | Rezitation des Gedichtes Fuzzy-Wuzzy von Rudyard Kipling.                                                                                      |
| A-5    | On the road to Mandalay                     | George Broderick               | 1900 | Rezitation des Gedichtes On the road to Mandalay von Rudyard Kipling.                                                                          |
| A-6    | Danny Deever                                | George Broderick               | 1900 | Rezitation des Gedichtes Danny Deever von Rudyard Kipling.                                                                                     |
| A-7    | Limburger Cheese                            | George Broderick               | 1900 | Rezitation |
| A-9    | Strike Up the Band, Here Comes a Sailor     | Dan W. Quinn                   | 1900 | Sologesang des Liedes Strike Up the Band, Here Comes a Sailor nach einem Text von Andrew B. Sterling und einer Komposition von Charles B. Ward |
| A-10   | King Gilhooley                              | Dan W. Quinn                   | 1900 | Sologesang |
| A-11   | San Francisco Sadie                         | Dan W. Quinn                   | 1900 | Sologesang |
| A-12   | I want to go to Morrow                      | Dan W. Quinn                   | 1900 | Sologesang |
| A-13   | An innocent young maid                      | Dan W. Quinn                   | 1900 | Sologesang |
| A-14   | My money never gives out                    | Dan W. Quinn                   | 1900 | Sologesang |
| A-15   | She knew a lobster when she saw one         | Dan W. Quinn                   | 1900 | Sologesang |
| A-16   | No show tonight                             | Dan W. Quinn                   | 1900 | Sologesang |
| A-17   | The mick who threw the brick                | Dan W. Quinn                   | 1900 | Sologesang |
| A-18   | Nancy                                       | S. H. Dudley                   | 1900 | Sologesang mit Piano |
| A-19   | Pumping the pump-pump-pump                  | Dan W. Quinn                   | 1900 | Sologesang |
| A-20   | More work for the undertaker                | Dan W. Quinn                   | 1900 | Sologesang |
| A-21   | A hot time in the old town tonight          | Dan W. Quinn                   | 1900 | Sologesang |
| A-22   | Doan ye cry, ma honey                       | S. H. Dudley                   | 1900 | Sologesang |
| A-23   | I’d like it                                 | S. H. Dudley                   | 1900 | Sologesang mit Piano |
| A-24   | Louisiana Lou                               | Marie Romaine                  | 1900 | Sologesang |
| A-25   | A large front room on Broadway              | S. H. Dudley                   | 1900 | Sologesang |
| A-26   | Solders in the Park                         | S. H. Dudley                   | 1900 | Sologesang |
| A-27   | My Sunday Girl                              | S. H. Dudley                   | 1900 | Sologesang |
| A-28   | In the shadow of the pines                  | Marie Romaine                  | 1900 | Sologesang |
| A-29   | Continuous performances                     | S. H. Dudley                   | 1900 | Sologesang mit Piano |
| A-30   | The new-born king                           | Marie Romaine                  | 1900 | Sologesang |
| A-31   | Miss Helen Hunt                             | S. H. Dudley                   | 1900 | Sologesang |
| A-32   | Kiss me, Honey do                           | S. H. Dudley                   | 1900 | Sologesang |
| A-33   | When love is kind                           | Marie Romaine                  | 1900 | Sologesang |
| A-34   | Ben Bolt                                    | Marie Romaine                  | 1900 | Sologesang |
| A-35   | Parody on "The blow almost killed Father"   | S. H. Dudley                   | 1900 | Sologesang |
| A-36   | Yuba Dam                                    | S. H. Dudley                   | 1900 | Sologesang |
| A-37   | Parody on "I’d leave my happy home for you" | S. H. Dudley                   | 1900 | Sologesang |
| A-38   | Then you’ll remember me                     | Marie Romaine                  | 1900 | Sologesang |
| A-39   | Marching through Georgia                    | John Yorke AtLee               | 1900 | Pfeifdarbietung |
| A-40   | Laughing Song                               | John Yorke AtLee               | 1900 | Pfeifdarbietung |
| A-41   | Last night                                  | Marie Romaine                  | 1900 | Sologesang |
| A-42/a | A Negro wedding in southern Georgia         | American Quartet               | 1900 | Gesangsquartett |
| A-43   | Gipsy song                                  | Marie Romaine                  | 1900 | Sologesang |
| A-43/a | Night trip to Buffalo                       | American Quartet               | 1900 | Gesangsquartett |
| A-44   | The touch of a woman’s hand                 | S. H. Dudley                   | 1900 | Sologesang |
| A-45   | The village choir                           | S. H. Dudley                   | 1900 | Sologesang |
| A-46   | Mr. Captain, stop the ship!                 | S. H. Dudley                   | 1900 | Sologesang |
| A-49   | Parody on "The moth and the flame"          | S. H. Dudley                   | 1900 | Sologesang mit Piano |
| A-50   | And the parrot said                         | S. H. Dudley                   | 1900 | Sologesang |
| A-51   | She never did the same thing twice          | S. H. Dudley                   | 1900 | Sologesang |
| A-52   | She never did the same thing twice          | S. H. Dudley                   | 1900 | Sologesang |
| A-53   | The story of the rose                       | Harry Macdonough               | 1900 | Sologesang mit Piano |
| A-54   | Blue bells of Scotland                      | Haydn Quartet                  | 1900 | Gesangsquartett mit Piano |
| A-56   | Licoln’s speech at Gettysburg               | William F. Hooley              | 1900 | Rezitation |
| A-57   | Gladstone’s speech on self-help             | William F. Hooley              | 1900 | Rezitation |
| A-58   | Twenty-Third Psalm and the Lords Prayer     | William F. Hooley              | 1900 | Rezitation |
| A-59   | The Sermon on the Mount                     | William F. Hooley              | 1900 | Rezitation |
| A-60   | Mother Goose rhymes                         | William F. Hooley              | 1900 | Rezitation |
| A-61   | Death and burial of Cock Robin              | William F. Hooley              | 1900 | Rezitation |
| A-62   | Raving of a maniac                          | William F. Hooley              | 1900 | Rezitation |
| A-63   | Ingersoll at the tomb of Napoleon           | William F. Hooley              | 1900 | Rezitation |
| A-64   | The tale of kangaroo                        | S. H. Dudley                   | 1900 | Sologesang |
| A-66   | Father O’flynn                              | George Broderick               | 1900 | Sologesang |
| A-67   | King Sol                                    | George Broderick               | 1900 | Sologesang |
| A-68   | Bye, bye ma honey                           | Billy Golden                   | 1900 | Sologesang mit Piano |
| A-69   | Mephisto’s serenade                         | George Broderick               | 1900 | Sologesang |
| A-70   | Simon the cellarer                          | George Broderick               | 1900 | Sologesang |
| A-71   | Viceroy’s march                             | Metropolitan Orchestra         | 1900 | Orchester |
| A-72   | A watermelon folic                          | Metropolitan Orchestra         | 1900 | Orchester |
| A-73   | He who treads the path of duty              | George Broderick               | 1900 | Sologesang |
| A-74   | Gipsy love                                  | Metropolitan Orchestra         | 1900 | Orchestra |
| A-75   | Rocked in the cradle of the deep            | George Broderick               | 1900 | Sologesang |
| A-76   | The tunkey’s song                           | George Broderick               | 1900 | Sologesang |
| A-77   | The yarn of the dates                       | George Broderick               | 1900 | Sologesang |
| A-78   | Plantation pastimes                         | Metropolitan Orchestra         | 1900 | Orchester |
| A-79   | Deep, down deep                             | George Broderick               | 1900 | Sologesang |
| A-80   | Thy sentinel am I                           | George Broderick               | 1900 | Sologesang |
| A-81   | The absent-minded baggar                    | George Broderick               | 1900 | Sologesang |
| A-82   | Songs from The ameer                        | Metropolitan Orchestra         | 1900 | Orchester |
| A-83   | The blue and the gray                       | Harry Macdonough               | 1900 | Sologesang |
| A-84   | Maggie O’Connor                             | Harry Macdonough               | 1900 | Sologesang |
| A-85   | Since that day                              | Harry Macdonough               | 1900 | Sologesang |
| A-86   | The man behind the gun                      | Metropolitan Orchestra         | 1900 | Orchester mit Piano |
| A-87   | The owl and the pussy cat                   | Haydn Quartet                  | 1900 | Gesangsquartett mit Piano |
| A-88   | Lovelorn Lily                               | Harry Macdonough               | 1900 | Sologesang |
| A-89   | The vacant chair                            | Haydn Quartet                  | 1900 | Gesangsquartett mit Piano |
| A-90   | The girl I loved in sunny Tennessee         | S. H. Dudley, Harry Macdonough | 1900 | Gesangsduo |
| A-91   | Just as the sun went down                   | S. H. Dudley, Harry Macdonough | 1900 | Gesangsduo |
| A-92   | Mid the green fields of Virginia            | S. H. Dudley, Harry Macdonough | 1900 | Gesangsduo |
| A-93   | A soldier’s farewell                        | Haydn Quartet                  | 1900 | Gesangsquartett mit Piano |
| A-94   | The Holy City                               | Harry Macdonough               | 1900 | Sologesang mit Piano |
| A-95   | Killarney                                   | Harry Macdonough               | 1900 | Sologesang |
| A-96   | Sing again that sweet refrain               | Harry Macdonough               | 1900 | Sologesang |
| A-97   | Lead, kindly light                          | Haydn Quartet                  | 1900 | Gesangsquartett mit Piano |
| A-98   | Sing me a song of the sunny South           | Harry Macdonough               | 1900 | Sologesang |
| A-99   | My wild Irish rosew                         | Harry Macdonough               | 1900 | Sologesang |
| A-100  | Verdi’s Attila                              | Lyric Trio                     | 1900 | Gesangstrio |

## A-101 bis A-200 (1900)
| Nr.   | Titel                                          | Mitwirkende              | Jahr | Beschreibung              |
| ----- | ---------------------------------------------- | ------------------------ | ---- | ------------------------- |
| A-101 | My lady Lou                                    | Haydn Quartet            | 1900 | Gesangsquartett mit Piano |
| A-102 | Unchain the dogs of war                        | Lyric Trio               | 1900 | Gesangstrio               |
| A-103 | When I was a lad                               | Lyric Trio               | 1900 | Gesangstrio               |
| A-104 | The torpedo and the whale                      | Lyric Trio               | 1900 | Gesangstrio               |
| A-105 | Because                                        | Haydn Quartet            | 1900 | Gesangsquartett mit Piano |
| A-106 | My dreams                                      | Harry Macdonough         | 1900 | Sologesang                |
| A-107 | Mandy Lee                                      | Haydn Quartet            | 1900 | Gesangsquartett mit Piano |
| A-108 | The palms                                      | Harry Macdonough         | 1900 | Sologesang                |
| A-109 | Nearer, my God, to Thee                        | Haydn Quartet            | 1900 | Gesangsquartett           |
| A-110 | Almost persuaded                               | Haydn Quartet            | 1900 | Gesangsquartett           |
| A-111 | Sweet and low                                  | Haydn Quartet            | 1900 | Gesangsquartett           |
| A-112 | Kathleen Mavourneen                            | Haydn Quartet            | 1900 | Gesangsquartett           |
| A-113 | The chapel                                     | Haydn Quartet            | 1900 | Gesangsquartett           |
| A-114 | Annie Laurie                                   | Haydn Quartet            | 1900 | Gesangsquartett           |
| A-115 | Sally inqur alley                              | Haydn Quartet            | 1900 | Gesangsquartett           |
| A-116 | The Kerry dance                                | Haydn Quartet            | 1900 | Gesangsquartett           |
| A-117 | Believe me if all those endearing young charms | Haydn Quartet            | 1900 | Gesangsquartett           |
| A-118 | Massa’s in the cold,cold ground                | Haydn Quartet            | 1900 | Gesangsquartett           |
| A-119 | Tenting on the old camp ground                 | Haydn Quartet            | 1900 | Gesangsquartett           |
| A-120 | My faith looks up to Thee                      | Haydn Quartet            | 1900 | Gesangsquartett           |
| A-121 | Doan ye cry’ ma honey                          | Haydn Quartet            | 1900 | Gesangsquartett           |
| A-122 | Bonnie sweet Bessie                            | Haydn Quartet            | 1900 | Gesangsquartett           |
| A-123 | My Bonnie lies over the ocean                  | Haydn Quartet            | 1900 | Gesangsquartett           |
| A-124 | Farmyard medley                                | Haydn Quartet            | 1900 | Gesangsquartett           |
| A-125 | Cornfield medley                               | Haydn Quartet            | 1900 | Gesangsquartett           |
| A-126 | In happy moments                               | Al Sweet                 | 1900 | Horn Solo                 |
| A-127 | Trip to the country                            | Haydn Quartet            | 1900 | Gesangsquartett           |
| A-128 | Southern sweethearts                           | Al Sweet                 | 1900 | Horn Solo                 |
| A-129 | Grand Russian fantasie                         | Al Sweet                 | 1900 | Horn Solo                 |
| A-130 | Tramp, tramp, tramp                            | William Tuson            | 1900 | Klarinetten Solo          |
| A-131 | Good-bye Dolly Gray                            | William Tuson            | 1900 | Klarinetten Solo          |
| A-132 | Auld lang syne                                 | William Tuson            | 1900 | Klarinetten Solo          |
| A-133 | King Cotton march                              | Voss First Regiment Band | 1900 | Musikgruppe               |
| A-134 | Intermezzo                                     | Voss First Regiment Band | 1900 | Musikgruppe               |
| A-135 | Peace forever march                            | Voss First Regiment Band | 1900 | Musikgruppe               |
| A-136 | Whistling Rufus                                | Voss First Regiment Band | 1900 | Musikgruppe               |
| A-137 | Who dat say ’chicken’?                         | Voss First Regiment Band | 1900 | Musikgruppe               |
| A-138 | Semiramide overture                            | Voss First Regiment Band | 1900 | Musikgruppe               |
| A-139 | Frair of orders grey                           | George Broderick         | 1900 | Rezitation                |
| A-140 | Zampa                                          | Voss First Regiment Band | 1900 | Musikgruppe               |
| A-141 | The armorer’s song                             | George Broderick         | 1900 | Sologesang                |
| A-142 | Soldiers in the park                           | Voss First Regiment Band | 1900 | Musikgruppe               |
| A-143 | At a Georgia camp meeting                      | Voss First Regiment Band | 1900 | Musikgruppe               |
| A-144 | Massa’s in de cold, cold ground                | William Tuson            | 1900 | Klarinetten Solo          |
| A-145 | Hands across the sea                           | Vess Ossman              | 1900 | Banjo Solo                |
| A-146 | The L. A. W. march                             | Vess Ossman              | 1900 | Banjo Solo                |
| A-147 | Leisure moments gavotte                        | Vess Ossman              | 1900 | Banjo Solo                |
| A-148 | Marriage bells                                 | Vess Ossman              | 1900 | Banjo Solo                |
| A-149 | Whistling Rufus                                | Vess Ossman              | 1900 | Banjo Solo                |
| A-150 | An Ethiopian Mardi Gras                        | Vess Ossman              | 1900 | Banjo Solo                |
| A-151 | Stars and stripes                              | Vess Ossman              | 1900 | Banjo Solo                |
| A-152 | The man behind the gun                         | Vess Ossman              | 1900 | Banjo Solo                |
| A-153 | A bunch of rags                                | Vess Ossman              | 1900 | Banjo Solo                |
| A-154 | A coon band concert                            | Vess Ossman              | 1900 | Banjo Solo                |
| A-155 | Yankee Doodle                                  | Vess Ossman              | 1900 | Banjo Solo                |